# Steve Harris (perkusista)
Steve Harris, właściwie Stephen John Harris (ur. 16 sierpnia 1948 w Mansfield, zm. 11 stycznia 2008 w Dorchester) – brytyjski perkusista jazzowy. 
Urodził się 16 sierpnia 1948 w Mansfield. Współpracował między innymi z legendarną formacją punk-jazzową Pinski Zoo, w której występował także polski pianista i kompozytor Wojciech Konikiewicz oraz znany brytyjski saksofonista Jan Kopinski. Był twórcą formacji ZAUM uznawanej przez brytyjskich krytyków muzycznych za objawienie angielskiej sceny jazzu współczesnego oraz muzyki improwizowanej. Zmarł 11 stycznia 2008 roku w Dorchester na raka wątrobowokomórkowego. Był związany z Kathie Prince, z którą miał dwie córki – May i Bellę.